# Oath of a Warrior
Oath of a Warrior - jest to drugi długogrający album muzyczny grupy Black Messiah. Na tym albumie znajduje się muzyka z gatunku viking metal.

## Lista utworów
1. "Götterdämmerung" – 2:48
2. "A New Messiah" – 7:04
3. "Blutsbruder" – 4:47
4. "Bury the Lambs of Christ" – 7:18
5. "Setting Sails" – 2:06
6. "Riding the Drakkar" – 3:34
7. "Christenfeind" – 7:18
8. "Feld der Ehre" – 4:36
9. "Entering the Halls of Odhinn" – 2:08
10. "My Way to Asgaard" – 6:48
11. "Der Eid" – 8:13

## Twórcy
- Zagan – wokal, gitara, wiolonczela, mandolina
- Meldric – gitara
- Zoran – gitara
- Drahco – gitara basowa
- Hrym – syntezator, keyboard
- Surthur – perkusja

## Gościnnie
- Thorsten Brylak – gitara akustyczna na "Christenfeind"
- Arkadius Kurek – wokal na "Feld Der Ehre"
- Andrea Zaddach – wokal na "My Way to Asgaard"